# Grand Prix de Wallonie 1976
La 17e édition du Grand Prix de Wallonie a eu lieu le 21 avril 1976. Elle a été remportée par le Belge Herman Van Springel.

## Classement final
Herman Van Springel remporte la course en parcourant les 204 kilomètres en 4 h 53 à la vitesse moyenne de 41,774 km/h.
| Classement final, | Classement final,   | Classement final, | Classement final,      | Classement final, |
|                   | Coureur             | Pays              | Équipe                 | Temps             |
| ----------------- | ------------------- | ----------------- | ---------------------- | ----------------- |
| 1er               | Herman Van Springel | Belgique          | Flandria-Velda         | en 4 h 53 min 0 s |
| 2e                | Freddy Maertens     | Belgique          | Flandria-Velda         | + 11 s            |
| 3e                | Frans Verbeeck      | Belgique          | Ijsboerke-Colnago      |                   |
| 4e                | Willy Teirlinck     | Belgique          | Gitane-Campagnolo      |                   |
| 5e                | Walter Godefroot    | Belgique          | Ijsboerke-Colnago      |                   |
| 6e                | André Dierickx      | Belgique          | Maes Pils-Rokado       |                   |
| 7e                | Eddy Merckx         | Belgique          | Molteni-Campagnolo     |                   |
| 8e                | Michel Pollentier   | Belgique          | Flandria-Velda         |                   |
| 9e                | Piet van Katwijk    | Pays-Bas          | TI-Raleigh-Campagnolo  |                   |
| 10e               | Joop Zoetemelk      | Pays-Bas          | Gan-Mercier-Hutchinson |                   |
| modifier          |                     |                   |                        |                   |